# دانيال غريفز
دانيال غريفز (بالإنجليزية: Daniel Graves)‏, رسام واقعي أمريكي يعيش في فلورنسا, تخرج من معهد الفنون بولاية ماريلاند عام 1972 حيث درس مع جوزيف شيبرد وفرانك روسيل. سافر إلى فلورنسا في السبعينات بحثًا عن تقنيات الرسامين الذين ألهموه أكثر: رامبرانت، تيتيان، فيلازكيز، وكذلك الرسامين الأكاديميين الفرنسيين.